# Bombe de petit diamètre lancée depuis le sol
La bombe de petit diamètre lancée depuis le sol (Ground Launched Small Diameter Bomb, GLSDB) est une arme fabriquée par Boeing et le groupe Saab, qui ont modifié la bombe de petit diamètre (SDB) GBU-39 de Boeing en y ajoutant un moteur-fusée. Il s'agit d'une bombe guidée planante. L'arme est lancée depuis le sol à partir de systèmes lance-roquettes tels que le M270 Multiple Launch Rocket System.

## Description
Alors que l'armée américaine démilitarise les armes à sous-munitions des roquettes M26, les fusées de celles-ci pourraient être réutilisées pour lancer des SDB. Une fois que le moteur-fusée l'a propulsé à une altitude et à une vitesse suffisamment élevées, les ailes se déploient et la bombe plane vers sa cible. La GLSDB peut combler une lacune capacitaire pour les tirs de précision à longue portée tout en utilisant une petite ogive pour garder des munitions de roquettes plus grosses pour des cibles stratégiques. Alors que les roquettes habituelles des lance-roquettes multiples suivent une trajectoire balistique, la SDB lancée par fusée est propulsée en altitude puis plane sur une trajectoire planifiée,.
Boeing et le groupe Saab ont effectué trois tests de GLSDB réussis en février 2015. Le système utilise une arme existante associée à un moteur à poudre de roquette M26 déjà disponible en stock, tout en maintenant le chargement sur un lance-roquette. Contrairement aux armes d'artillerie traditionnelles, la GLSDB offre une couverture à 360 degrés pour les angles d'attaque élevés et faibles, volant autour du terrain pour toucher des cibles à l'arrière des montagnes ou revenant vers une cible derrière le lanceur. La GLSDB a une portée de 150 km (93,2 mi), peut atteindre des cibles 70 km (43,5 mi) derrière le lanceur,, et à une erreur circulaire probable de 6 à 8 m.
Le coût unitaire d'une bombe de petit diamètre est estimé à 40 000 dollars américains, le coût de sa variante lancée depuis le sol reste inconnu. A titre de comparaison, le prix unitaire de l'ATACMS est estimé à plus de 1 million de dollars.

## Tests et utilisation
Lors d'une démonstration en 2017, la GLSDB engage une cible mobile à une distance de 100 km (62,1 mi). La SDB et le moteur de la fusée se séparent en altitude et la bombe utilise un guidage laser semi-actif (SAL) pour suivre et engager la cible. Un test de 2019 étend cette gamme à 130 km contre une cible en mer.
Elle a été utilisée en Ukraine avec le système HIMARS. Depuis son invasion par la Russie en 2022, l'Ukraine demande des missiles ATACMS pour leur longue portée. La GLSDB comble un manque capacitaire d'attaque à longue portée. Elles sont utilisées avec le système HIMARS ou M270 Multiple Launch Rocket System. Ces bombes sont livrées lors de l'hiver 2023-24 en utilisant les surplus du conflit en Afghanistan. Fin janvier 2024, il est annoncé leur arrivée sur le territoire ukrainien. Une vidéo montrant des débris de cette munition aux alentours de Kreminna est diffusée le 14 février 2024. Elle se montre néanmoins plutôt décevante, en étant affectée par les brouillages de signaux GPS.
Elle est également utilisée par Israël lors de la guerre à Gaza dans la bande de Gaza en 2024, pour des frappes de précision, avec un impact limité pour réduire les pertes collatérales civiles. Des images de débris de cette munition sont diffusées à la suite de la frappe effectuée le 26 mai 2024 sur un véhicule dans un camp de réfugiés de Rafah. 